# Thoma
Příjmení Thoma má více nositelů:
- Busso Thoma (1899–1945) – německý obchodník, popravený za neúspěšný atentát na Adolfa Hitlera
- Dieter Thoma (* 1969) – německý skokan na lyžích
- Georg Thoma (* 1937) – německý sdruženář
- Hans Thoma (1839–1924) – německý malíř a grafik
- Juraj Thoma (* 1969) – český politik slovenského původu (HOPB, dříve ODS), bývalý primátor Českých Budějovic
- Ludwig Thoma (1867–1921) – německý spisovatel
- Wilhelm von Thoma (1891–1948) – německý vojenský velitel
- Zdeněk Thoma (* 1938) – český fotograf, publicista a cestovatel